# 매표화학
매표화학(매票化學)은 인주, 스탬프, 잉크 등을 생산 판매하는 대한민국의 문구회사이다.

## 연혁
- 1946년 6월: 삼성화학공업사 설립, 인주 제품 생산
- 1957년 9월: 수채 그림물감 생산
- 1960년 10월 크레용 및 크레파스 생산
- 1961년 10월: 포스터컬러 생산, 수채물감 생산 중단
- 1964년 6월: 매표화학공업사로 사명 변경
- 1968년 10월: 대법원장 특상 수상(인주)
- 1970년 12월: 국회의상 특상 수상(인주)
- 1974년 6월: 스탬프(대), 스탬프 잉크 생산, 크레용 및 크레파스 생산 중단
- 1979년 10월: 조달청장 표창(품질우수부분조달공익상)
- 1980년 3월: 인주생산공정 자동화 추진, 포스터컬러 생산중단
- 1983년 12월: 무궁화사자 금장상
- 1985년 5월: 국민훈장 석류장
- 1987년 9월: 썬스타(고채해면기) 생산
- 1990년 8월: 모루도인주(패드인주) 생산
- 1995년 7월: 국민훈장 동백장
- 2000년 4월: 매표화학으로 사명 변경
- 2003년 3월: 동탑산업 훈장
- 2007년 4월: 기업승계(최윤석 대표자 변경)
- 2008년 12월: IF브랜드 런칭
- 2009년 5월: 신형스탬프패드 및 키보드청소기 생산, 명문 장수기업인상 수상
- 2009년 7월: 신선한 제품전 중진공 선정
- 2009년 9월: 장한 한국인상 수상
- 2011년 4월: 이노비스 기술혁신형 중소기업 선정
- 2011년 11월: 소비자 만족 최고 명품 브랜드 수상
- 2012년 5월: 문구산업부문 최고 CEO 수상
- 2013년 4월: 21세기 한국인상
- 2015년 3월: 상공의 날 대통령표창 수상

## 주요 제품

### 인주류
- 낙낙인주
- 매표셋트인주 No.150
- 특수원터치인주 No.100
- 특수원터치인주 No.50
- 특수모루도인주 No.100
- 특수모루도인주 No.75
- 매표골드인주(서화용)
- 골드금학인주
- 금학인주 No.500
- 매표만년인주
- 특수사각미닫이인주 No.100
- 특수사각미닫이인주 No.50
- 특수사각인주 No.100
- 특수사각인주 No.50
- 매표인주 No.555 원터치
- 매표인주(대)
- 매표인주(중)
- 매표인주(소)
- 매표인주 회중용
- 매표인주 사각회중용
- 매표인주 No.20(나사형)
- 반관인주
- 인주기름 보통(적색)
- 인주기름 특수(자주색)

### 스탬프 및 잉크류
- 신형 스탬프 패드
- 유성 스탬프 패드
- 특대 스탬프 패드
- 스탬프 패드
- 특대 스탬프 패드/스탬프 패드(도포용)
- 유성 스탬프 잉크
- 스탬프 잉크
- 노리스 불멸 잉크

### 문구사무용품
- 삼각핀통
- 고급 해면기
- 썬스타(중, 대)
- 인장함 대
- 인장함 중
- 팬접시 A형
- 팬접시 B형
- 팬접시 C형
- 컬러 호각
- 듀오컷(MP-3004) 블루
- 듀오컷(MP-3001) 블랙
- 듀오컷(MP-3001) 화이트
- 듀오컷(MP-3001) 블루
- 듀오컷(MP-3001) 분홍